# Breviarium missorum Aquitanicum

Droit romano-germain
Droit du haut Moyen Âge
Duplex legationis edictum (789) Capitulare missorum  (792)
Le Breviarium missorum Aquitanicum (MGH Capit. I, p. 65-66, no 24) est le deuxième capitulaire de Charlemagne destiné au royaume d'Aquitaine. L'auteur reste inconnu. Il a été inséré dans une copie incomplète car il manque un folio qui mentionnait la conclusion de son dernier chapitre.

## Contenu
Ce capitulaire pourrait avoir été composé aux alentours de 785-790 puisque le deuxième chapitre mentionne l’appel à la réfection des bâtiments de culte, issu d'un capitulaire écrit vingt ans auparavant. Martin Gravel estime qu'il « s’insère [peut-être] dans le renouvellement des tentatives pour organiser le Sud-Ouest, à l’approche de la majorité de Louis le Pieux (791) ».
L’introduction livre le nom de deux missi chargés de faire respecter les recommandations du roi des Francs en Aquitaine :

« Voici le résumé des chapitres dont le seigneur roi [a ordonné] l’application, [avec] prononciation du serment de fidélité, à ses envoyés en Aquitaine, Mancio et Eugerius »

Il s’agit peut-être de l’évêque de Toulouse et d’un comte du palais. 
Le premier chapitre fait référence à l'édit de Pépin le Bref et aux directives données par ce dernier et Charlemagne ainsi qu'aux autres édits de  Charlemagne dont les missi doivent surveiller l'application.

« À propos de l’édit qu’a promulgué notre seigneur et géniteur Pépin, dont par la suite nous avons ordonné la conservation et l’application par nos envoyés, et de même au sujet de nos propres décisions : comment tout cela a été appliqué. »

Les articles suivants reprennent, à peu près dans le même ordre, ceux du capitulaire de Pépin. Les autres édits sont des capitulaires généraux de Charlemagne, applicables aussi en Aquitaine comme le capitulaire de Herstal de mars 779.
Ainsi, le breviarium se fait l’écho « de directives transmises dans le cadre de la mise en ordre de la fin de la conquête (766-768) et de l’organisation du Sud-Ouest en royaume (778-781) ».

## Texte
« 24. BREVIARIUM MISSORUM AQUITANICUM. 789.
Incipit breviarium de illa capitula quae domnus rex in Equitania Mancione et Eugerio missis suis explere [ iussit et ] sacramentum fidelitatis iurare.
De illo edicto quod domnus et genitor noster Pipinus instituit et nos in postmodum pro nostros missos conservare et implere iussimus vel de nostros edictos, quomodo fuerunt custoditi.
2. De illa restauratione ecclesiarum: illi qui res eorum habent per istos XX. annos, quid egere inde aut quare non sunt.
3. Ut si aliquid de illas res ecclesiae, quas eo tempore possidebant, quando illa patria sub nostris manibus posuit, postea minimatum vel abstractum fuit exinde.
4. Ut episcopi, abbatis vel coenobie sanctorum sub ordine sancto esse redebuissent, propter quid non sunt.
5. Ut ad illos pauperes nova aliqua consuetudo inposita fuit postea.
6. Quomodo illis beneficiis habent condrictos provideant vel suos proprios.
7. Ut qui ostiliter ad nos perget, quomodo debeat agere.
8. Ut dum in hoste aut in aliqua utilitate nostra aliquis fuerit, et de suis res aliquit exforciaverit vel disvestiverit.
9. De illis beneficiis intentiosis.
10. De missis nostris, quicquid apud illis seniores consensaverit.
11. Ut decima de omnia secundum iussionem episcopi dispensentur, et omnes dent.
12. De illis latronibus, homicidiis de infra inmonitate.
13. De vindicta latronibus aliquae vel occasione.
14. De rebus ecclesiae nono et decimo vel de causis censatis precarias renovare debet.
15. De truste non faciendo.
16. De gellonia.
17. De collectas super iterantibus vel de pontibus aut navigiis qui orationis causa vadunt.
18. De herba defensionis tempore... »

### Sources
- Boretius, Krause, Monumenta Germaniae Historica, Leges, sectio II, Capitularia Regum Francorum, Tome I, Hanovre, 1883.

### Documentation
- Martin Gravel, « Du rôle des missi impériaux dans la supervision de la vie chrétienne. Témoignage d’une collection de capitulaires du début du IXe siècle », Memini [Online], 11 | 2007. (lire en ligne)

- François-Louis Ganshof, « Recherche sur les capitulaires (Suite). » Revue Historique De Droit Français Et Étranger (1922-), vol. 34, 1957, pp. 196–246. (lire en ligne)